# Francheville, Orne
Francheville är en kommun i departementet Orne i regionen Normandie i nordvästra Frankrike. Kommunen ligger i kantonen Mortrée som tillhör arrondissementet Argentan. År 2022 hade Francheville 132 invånare.

## Befolkningsutveckling
Antalet invånare i kommunen Francheville
| Referens: INSEE |